# Eduardo Menem
Eduardo Menem (La Rioja, 30 de abril de 1938) es un abogado y político argentino. Se desempeñó como senador nacional por La Rioja entre 1983 y 2005 en representación del Partido Justicialista, y brevemente como interventor en La Rioja en enero de 1971. Es hermano del difunto expresidente Carlos Menem.

## Vida política
Eduardo Menem nació en La Rioja el 30 de abril de 1938. Se graduó como abogado en la Facultad de Derecho y Ciencias Sociales de la Universidad de Córdoba a los 25 años en el año 1963, al mismo tiempo que terminaba su carrera universitaria, estudiaba inglés en el Instituto Cultural Argentino-Norteamericano de Córdoba. Menem ingresó poco después en el estudio jurídico de su hermano Carlos Menem, compartiendo dicho espacio hasta que su hermano fue electo gobernador en 1973. En esos años, el joven abogado comenzó a construir una relación amistosa con el empresario y político Guillermo D. Iribarren, quien había desarrollado una intensa actividad política durante los años de la Década Infame en el oficialismo de la Concordancia, siendo intendente de Chilecito, diputado provincial y diputado nacional entre 1942 y 1943 (como vicepresidente del bloque oficialista en la Cámara de Diputados). 
En enero de 1967, el presidente Juan Carlos Onganía designa a Iribarren como interventor en la provincia de La Rioja y el nuevo gobernador convoca a Menem (quien para esa época era uno de los hombres de mayor confianza de Iribarren) como parte del equipo político que lo acompañaría durante su gestión. Entre 1967 y 1971 Eduardo Menem se desempeñaría como subsecretario de Gobierno y luego como ministro de Gobierno, desde aquel cargo político no autorizó una marcha que convocaba el Movimiento Justicialista en conmemoración del 17 de octubre en el año 1970. 
En enero de 1971, el interventor Guillermo D. Iribarren falleció a causa de un cáncer de huesos que lo afectaba desde hacía algunos años, y Menem fue nombrado para ejercer provisionalmente la intervención en La Rioja. Durante el entierro de Iribarren, Menem realizó un discurso muy elogioso sobre su persona y sobre su tiempo en la gobernación riojana. El 19 de enero de 1971 se dirigió a los riojanos a través de un discurso en el que realizó un balance y una defensa de la gestión de Iribarren y señaló que incluso las personas de espíritu más negativo no podía dejar de reconocerla ya que había encaminado a la provincia por la senda del progreso. Pocos días después mandó a imprimir unos 5000 ejemplares de un folleto de dieciocho páginas titulado "Realizaciones de la Revolución Argentina en La Rioja" en la que se sumariaban las obras que se habían desarrollado durante la gestión de Iribarren. En otro periódico, Cuarto Poder, que también se repartió gratuitamente en las oficinas públicas y en los quioscos de diarios y revistas, se reflejó un favorable balance de la gestión de Iribarren y donde se sugería su candidatura a gobernador. El 27 de enero de 1971, le entregó el poder a Juan Antonio Bylmecis. 
A partir de ese momento de 1971 Menem comenzó a organizar una fuerza política que finalmente se concretaría al año siguiente y que llevó como nombre Unión Republicana Riojana, que participaría de las elecciones generales de marzo de 1973 apoyando la fórmula presidencial conformada por Julio Chamizo y Raúl Ondarts del partido político Nueva Fuerza. En las elecciones locales salió en tercer lugar obteniendo el 4,6% de los sufragios y terminó por debajo del ganador Carlos Menem, del justicialismo, y del radicalismo. La Unión Republicana Riojana apoyaría la candidatura presidencial de Francisco Manrique para las elecciones de septiembre de 1973. 
Mientras tanto, en agosto de 1973 Menem fue elegido como presidente del Colegio de Abogados de la provincia de La Rioja.
En el año 1983 Menem se afilió al Partido Justicialista para apoyar la candidatura a gobernador de su hermano Carlos. Ese mismo año fue elegido como senador nacional por la provincia de La Rioja con mandato hasta 1989. Durante el período 1983-1989, se destacó por su férrea oposición al gobierno del entonces presidente Raúl Alfonsín, siendo uno de los principales alfiles de la oposición política de ese período. Finalmente, su imagen en el Congreso Nacional se destacó luego de la asunción de su hermano Carlos a la Presidencia de la Nación. Fue senador nacional hasta el año 2005.
También fue presidente de la Convención Nacional Constituyente que reformó la Constitución Argentina en 1994, y de la Comisión de Relaciones Exteriores del Senado. Recibió un Premio Konex - Diploma al Mérito en 1998.

## Familia
Eduardo Menem es hermano del expresidente de la Nación Argentina, Carlos Menem, y también tuvo otro hermano llamado Munir. Los tres son hijos de Saúl Menem, un inmigrante de origen sirio que se afincó en la Provincia de La Rioja y dedicó su vida al desarrollo de la actividad vitivinícola. Eduardo está casado con Susana Cristina Valente, que es Licenciada en Servicio Social graduada de la UBA en 1968. Con ella tuvo tres hijos, todos abogados:
- Eduardo Adrián Menem, graduado de la Universidad de Belgrano en 1993.
- Martín Alexis Menem, graduado de esa misma universidad en 1997. Presidente de la Cámara de Diputados de la Nación desde 2023.
- Fernando Nicolás Menem, graduado de la Universidad de Palermo.

## Activista provida
El 26 de abril de 2018 Eduardo Menem asistió a la segunda jornada de debate por la legalización del Aborto en Argentina representando a la Fundación Portal de Belén en el 2º plenario de comisiones del Congreso de la Nación manifestando su posición en contra del aborto apoyándose en la Academia Nacional de Medicina dijo que la vida humana comienza con la concepción y que el sistema jurídico lo recepta. Señaló que el Código Civil las considera personas desde la concepción, Mencionó diversos tratados internacionales, entre ellos, la Convención de los Derechos del Niño, destacando su rango constitucional. Enfatizó que para avanzar con el aborto se debería desmontar todo el sistema jurídico y denunciar la citada Convención.